# Polylepta zonata
Polylepta zonata är en tvåvingeart som först beskrevs av Zetterstedt 1852.  Polylepta zonata ingår i släktet Polylepta och familjen svampmyggor. Arten är reproducerande i Sverige. Inga underarter finns listade i Catalogue of Life.